# Dyktator z Paradoru
Dyktator z Paradoru (oryg. Moon Over Parador) – film z 1988 roku w reżyserii Paula Mazursky’ego.

## Fabuła
Jack Noah jest aktorem, który występuje w filmie kręconym na wyspie Parador. W tym samym czasie umiera dyktator tej wyspy. Jego prawa ręka Roberto składa Jackowi propozycję nie do odrzucenia. Aktor ma wcielić się w rolę zmarłego dyktatora. O ile lud daje się nabrać, o tyle najbliższe otoczenie dyktatora już nie.

## Obsada
- Richard Dreyfuss - Jack Noah/Prezydent Alphonse Simms
- Raúl Juliá - Roberto Strausmann
- Sônia Braga - Madonna Mendez
- Jonathan Winters - Ralph
- Fernando Rey - Alejandro
- Michael Greene - Clint
- Polly Holliday - Midge
- Milton Gonçalves - Carlo
- Charo - Madame Loop

## Nagrody i nominacje
Złote Globy 1988
- Najlepsza aktorka drugoplanowa - Sônia Braga (nominacja)
- Najlepszy aktor drugoplanowy - Raúl Juliá (nominacja)